# 高松琴平電気鉄道1070形電車

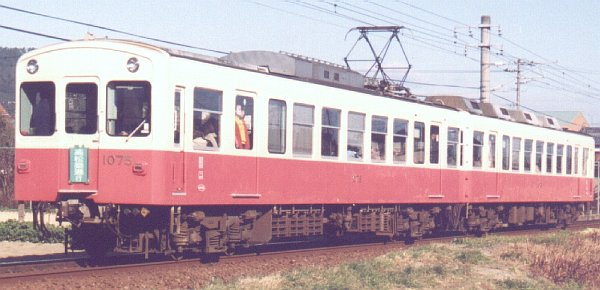
高松琴平電気鉄道1070形電車 1075＋1076（2001年1月 三条 - 太田）

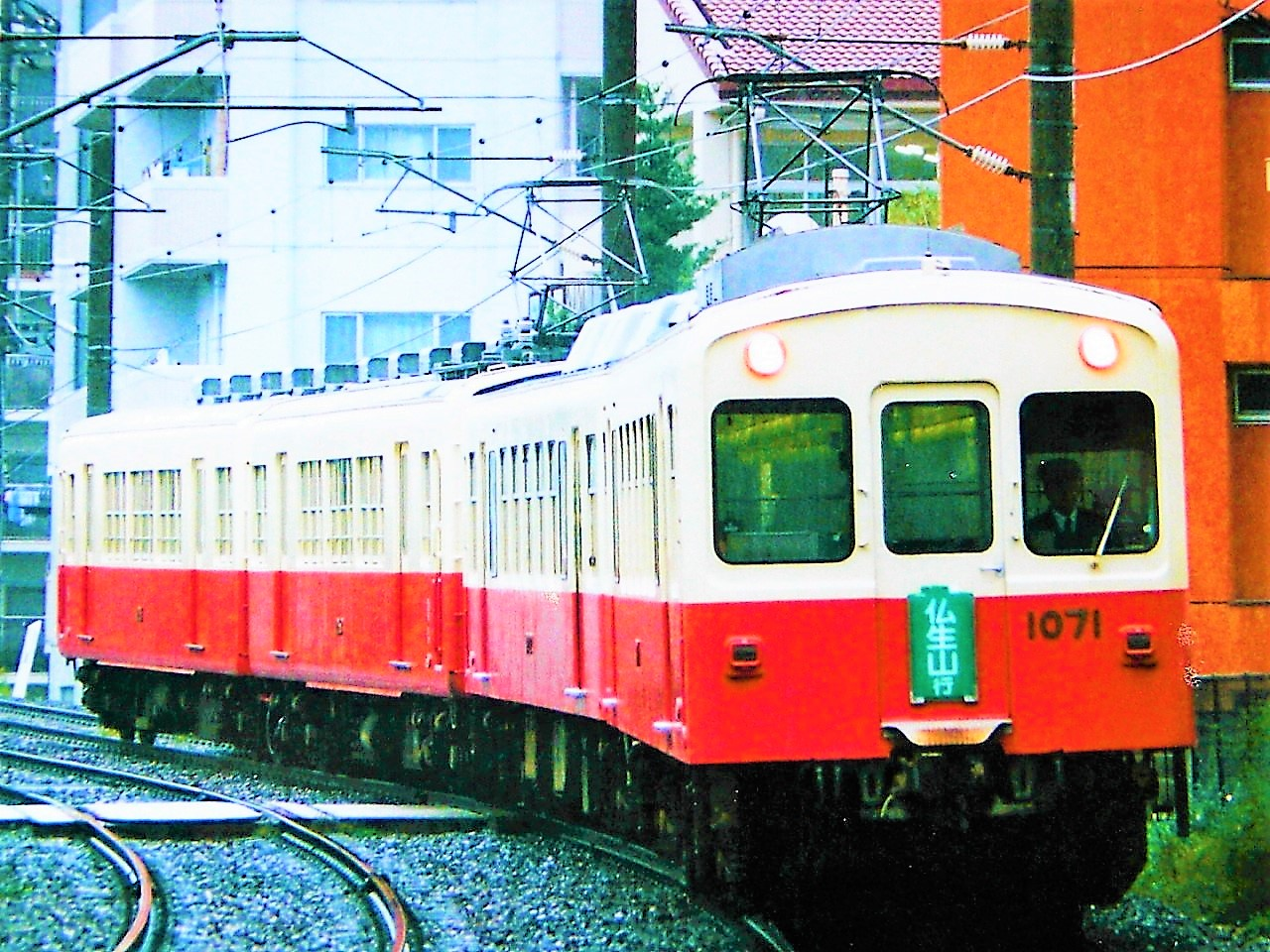
旧標準色時代の1071＋1072（＋1053＋1054）（2004年 栗林公園付近）

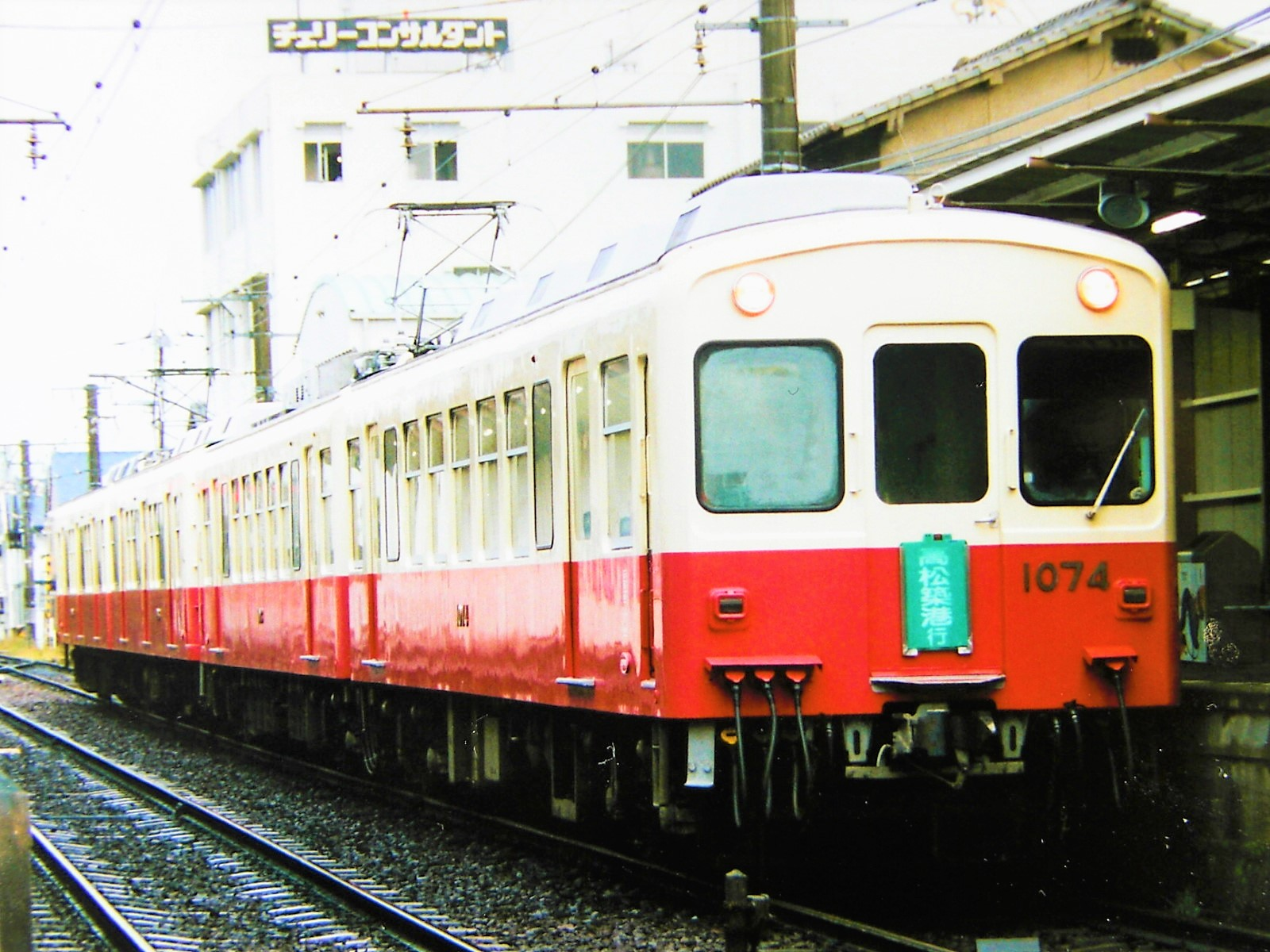
旧標準色時代の1074＋1073（＋1080形×2）（2004年 栗林公園）

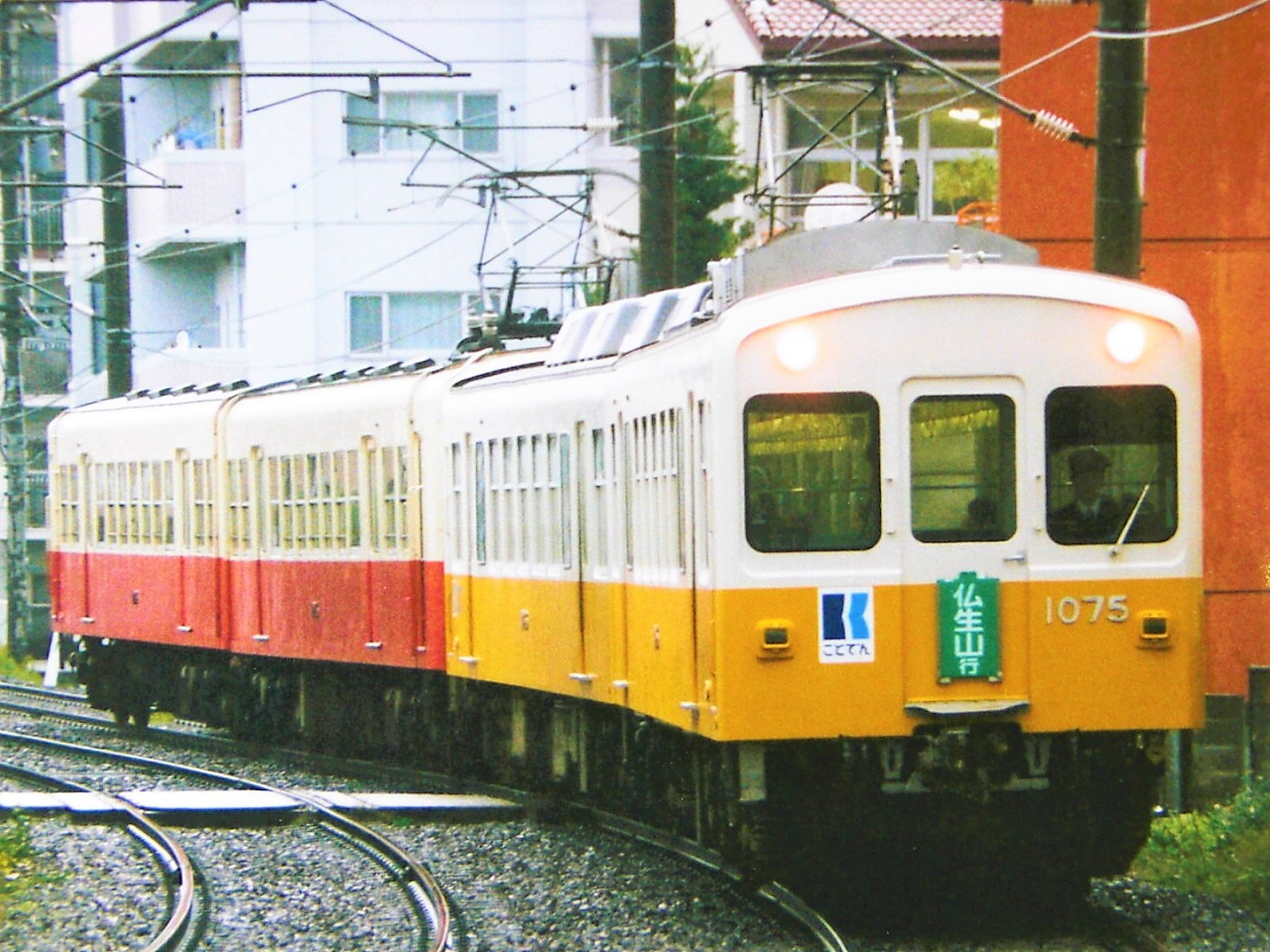
琴平線色に変更された）1075＋1076（＋1015+1016）（2004年 栗林公園付近）

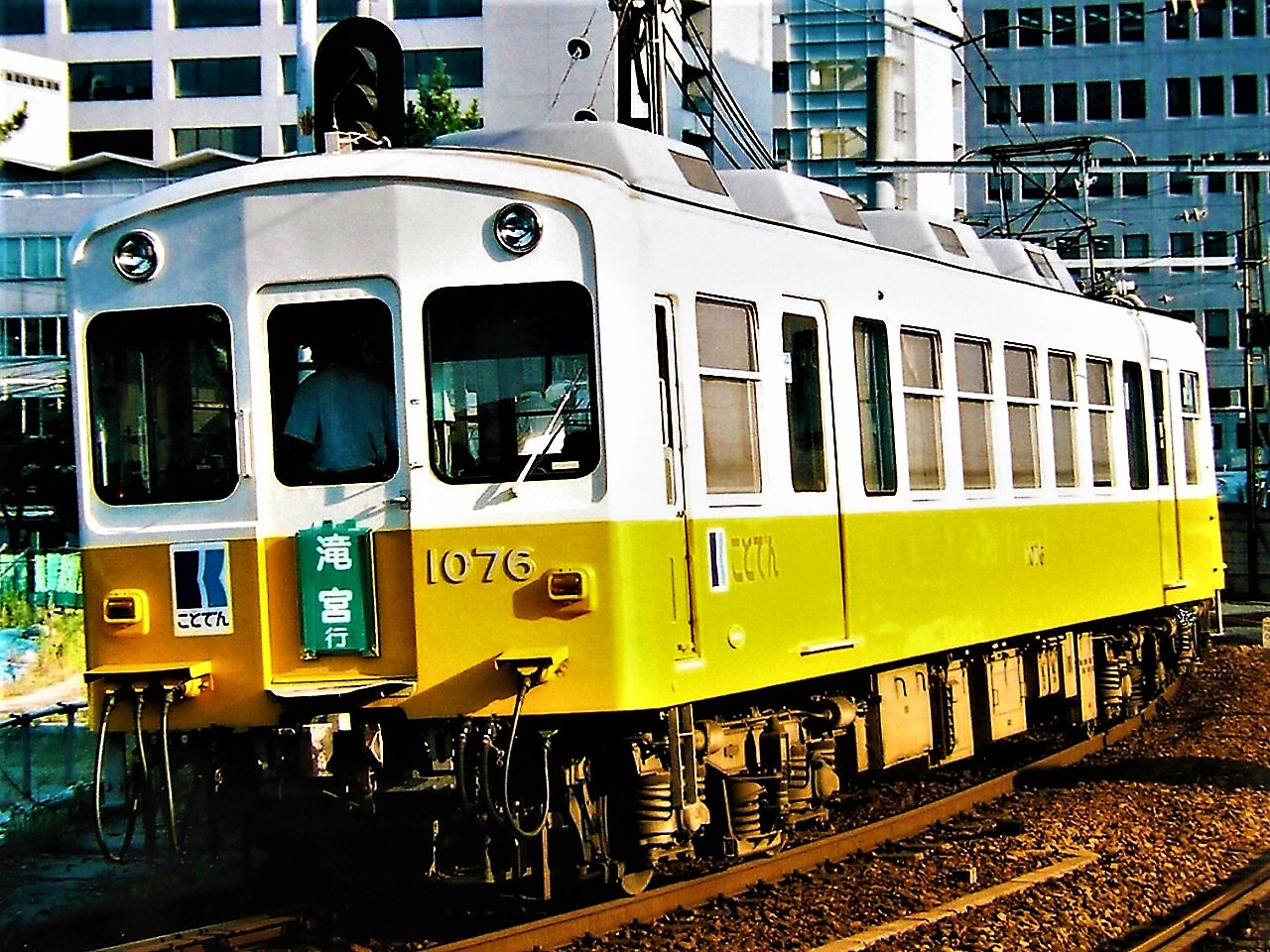
琴平線色に変更された1076（2004年 高松築港付近）

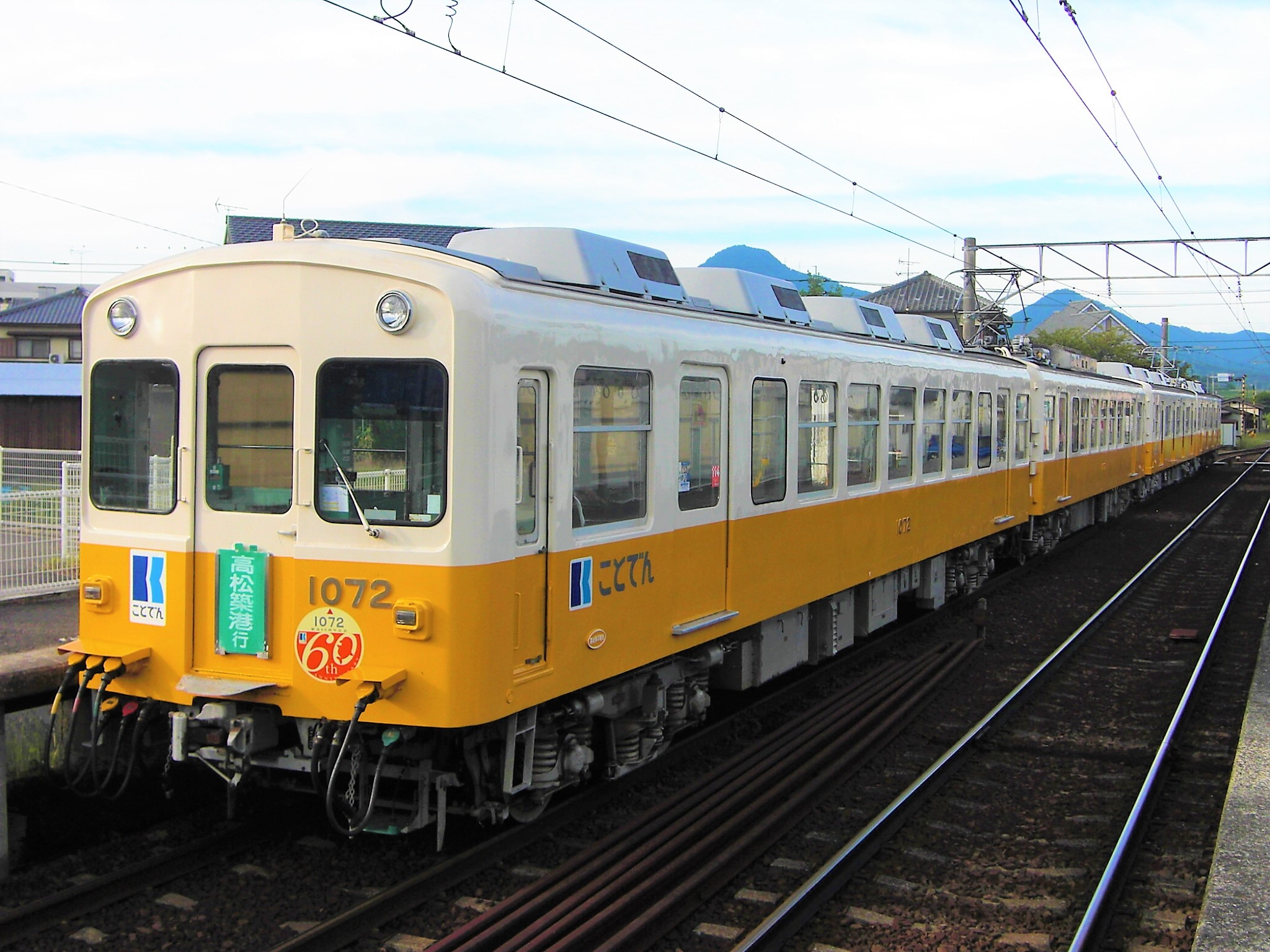
還暦記念のステッカーを正面に貼り付けした1072（2017年9月11日 滝宮駅）

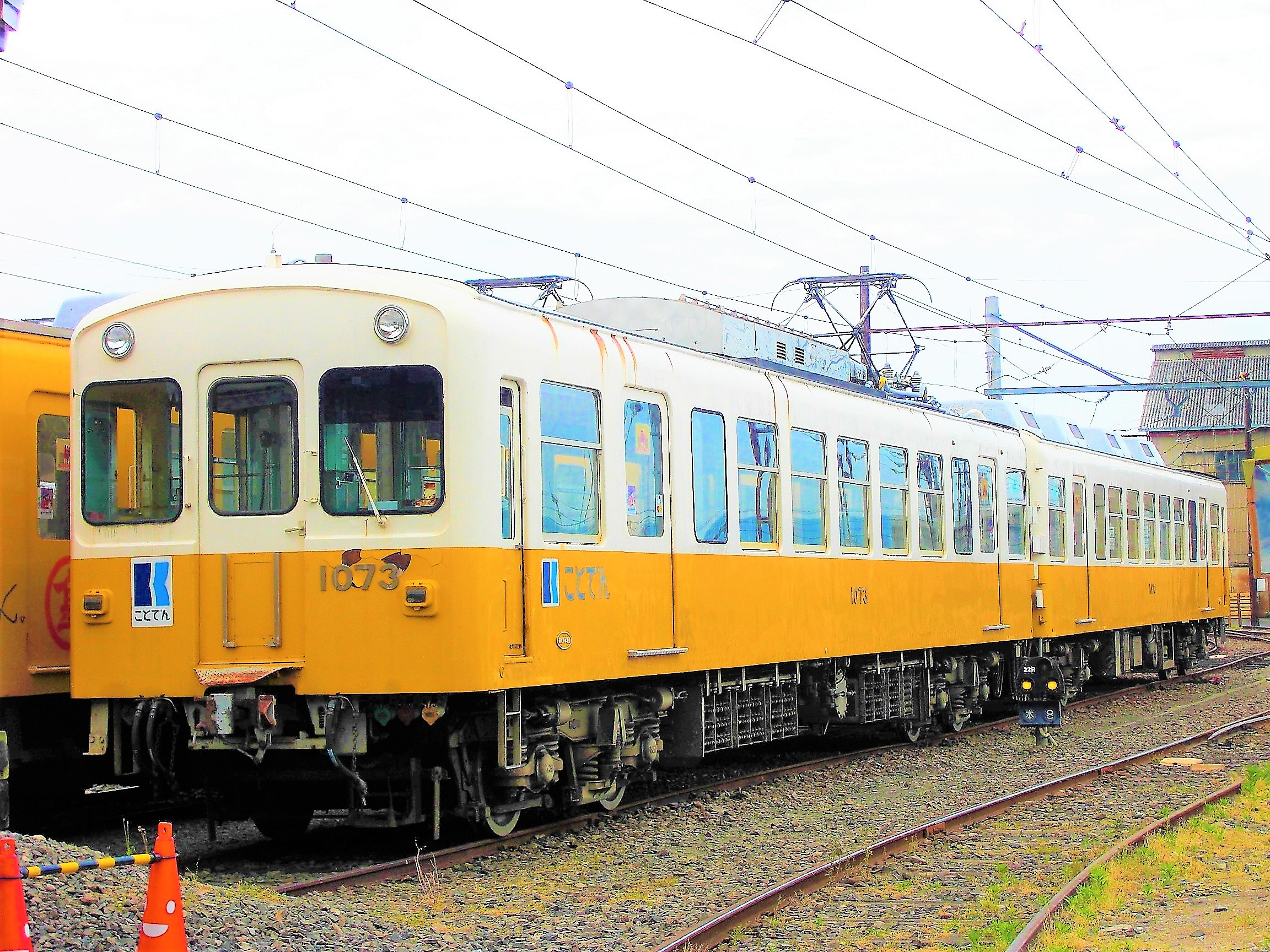
還暦を迎えた1073＋1074（2018年5月6日 仏生山工場）

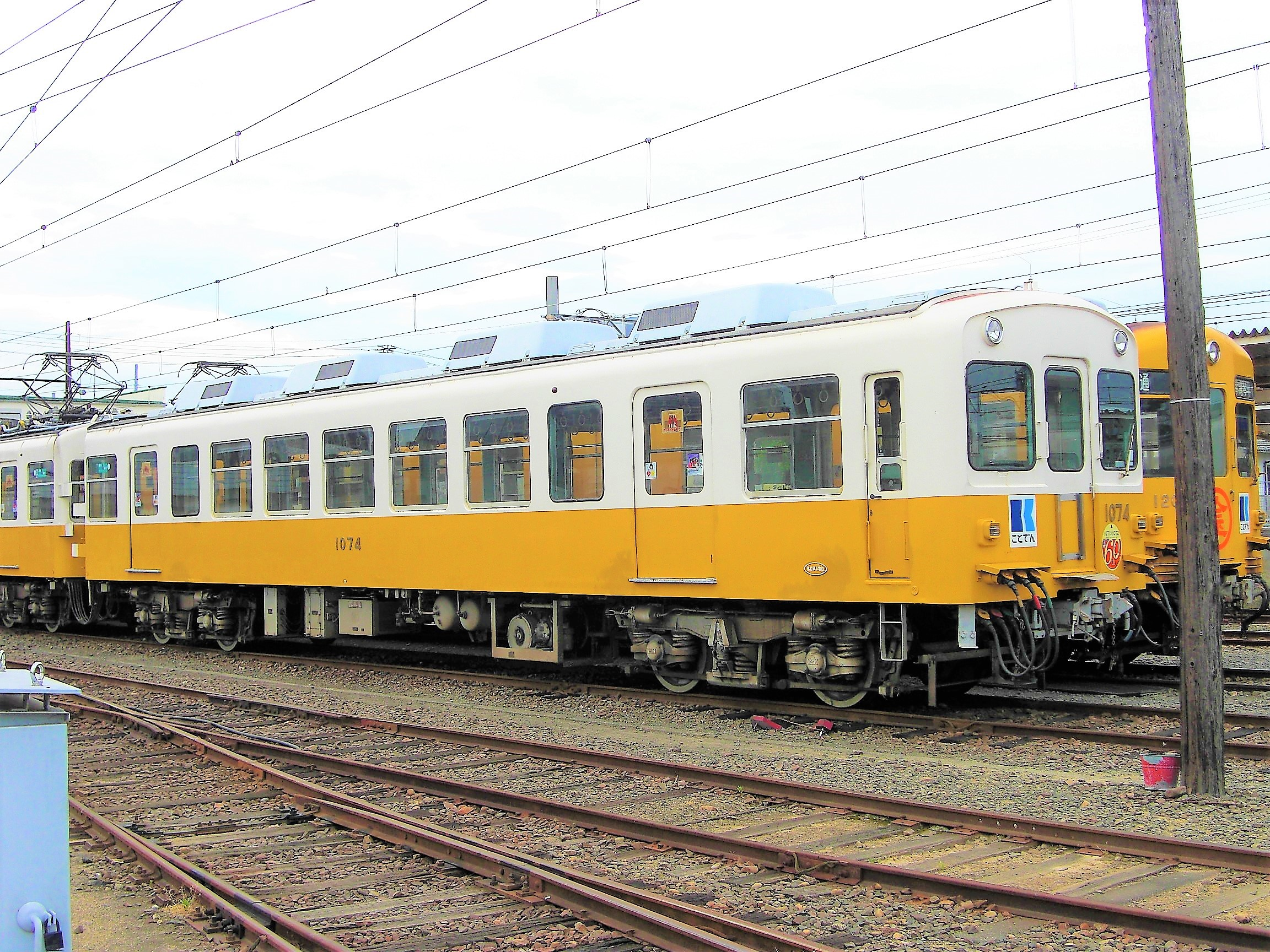
還暦記念のステッカーを正面に貼り付けした1074（2018年5月6日 仏生山工場）

高松琴平電気鉄道1070形電車（たかまつことひらでんきてつどう1070かたでんしゃ）は、高松琴平電気鉄道が保有する通勤形電車である。

## 概要
もと京浜急行電鉄（京急）2代目600形電車（製造当初は初代700形電車、1957年 - 1958年東急車輛製造製）。1984年から1987年にかけて、制御電動客車の1071-1072, 1073-1074, 1075-1076による2両編成3本6両が入線した。琴電初の冷房車である。2019年現在、1071-1072, 1073-1074の4両が琴平線に在籍する。
1071-1072は2025年7月10日より最後の全般検査を実施し2025年8月20日よりファンタンゴレッドに復刻塗装され引退まで運行される予定である。

### 車輛来歴
譲渡に際して、以下の改造が、京急車輌工業により実施されている。
- 前面を改造し、貫通路を設置。レイアウトは1050形に準じているが、テールライトは京急時代のまま流用された。[1]
- クロスシートを撤去しロングシート化。
- 主幹制御器（マスコン）を9段式（直列5段、並列4段）のHL用に交換。自動加速車である当形式と、在来の手動加速車の併結・総括制御を可能とするためである。
- ブレーキはHSC-D（発電制動併用電磁直通空気制動）から電磁SME-D（発電制動併用非常管併設非セルフラップ式電磁弁付三管式直通空気制動）に変更。
- 主制御器の回線を変更し、加減速性能を変更。弱め界磁をカットしたため、マスコン段数は5段から3段に減少した。
- 空気圧縮機をC-1000形に交換。
- ATSを1号形から琴電形に交換。

このほか、85km/hまでのスピードリミッターの取りつけが行われた（京急時代の設計最高速度は120km/hで運行最高速度はブレーキ性能の関係上105km/hだった）。低速域でブレーキ力が強くなる鋳鉄シューを京急時代から用いているため、発電制動が失効し空気制動のみになっても制動力の変化はあまり生じない。京急時代はブレーキ圧を10km/h以下で半減させるB-55装置を用いていたが、琴電では電空協和器を用いず減速力を均等にすることを可能にした。また、琴平線では初めて、客扉の内側はステンレス製無塗装となり、塗装及び化粧板が省略された。
琴電初の冷房車ということもあり、入線当初は最大限に活用されたが、車齢が若く扉数の多い車両が増えたため、現在は主に朝夕のラッシュ時を中心に運用されている。
なお、現在琴電全線で定期運用に入っている車両で唯一、前面の行き先表示にサボを使用する。
2011年には長尾線に1300形が追加投入され、玉突きされた600形により、1075-1076編成が廃車となった。同編成は2011年10月30日にさよなら運転が実施され、その後は解体された。

### 車歴
出典
| 琴電での 車番 | 京急での車番 | 京急での車番 | 京急での編成 | 製造年    | 製造 メーカー | 竣工（ことでん） | 琴電での 廃車 |
| 琴電での 車番 | 変更前       | 変更後       | 京急での編成 | 製造年    | 製造 メーカー | 竣工（ことでん） | 琴電での 廃車 |
| ------------- | ------------ | ------------ | ------------ | --------- | ------------- | ---------------- | ------------- |
| 1071          | デハ703      | デハ605      | 605F         | 1957年4月 | 東急車輛      | 1984年12月23日   |               |
| 1072          | デハ754      | デハ608      | 605F         | 1957年6月 | 東急車輛      | 1984年12月23日   |               |
| 1073          | デハ709      | デハ613      | 613F         | 1958年5月 | 東急車輛      | 1986年12月4日    |               |
| 1074          | デハ758      | デハ616      | 613F         | 1958年4月 | 東急車輛      | 1986年12月4日    |               |
| 1075          | デハ705      | デハ609      | 609F         | 1957年    | 東急車輛      | 1987年           | 2011年        |
| 1076          | デハ756      | デハ612      | 609F         | 1957年    | 東急車輛      | 1987年           | 2011年        |

## 運用
1200形導入前までは日中運用もあったが、現在は琴平線で平日の朝夕のラッシュ時のみ運用される。稀にではあるが、琴平線において車両不足が生じた際走行することがあった。なお現在は基本的に2両編成単独で乗客を乗せて走る運用が原則禁止となり、貸切列車においても他の2両編成と併結して4両編成で運行される。また、長尾線の予備車が不足した時に長尾線に貸し出されることもあり、数回だけではあるが、実際に使用されたこともある。